# Mathias Svensson
Mathias Svensson (ur. 24 września 1974 w Borås) – szwedzki piłkarz grający na pozycji napastnika. Trzykrotnie wystąpił w reprezentacji Szwecji w latach 1997–2001. Karierę piłkarską rozpoczął w klubie IF Elfsborg. Następnie grał w: Portsmouth, Tirolu Innsbruck, Crystal Palace, Charlton Athletic, Derby County, Norwich City i ponownie w Elfsborgu, w którym zakończył karierę w 2008 roku.